# Olga Preobrasjenskaja
Olga Preobrasjenskaja (russisk: Ольга Ивановна Преображенская) (født 24. juli 1881 i Moskva i det Russiske Kejserrige, død 31. oktober 1971 i Moskva i Sovjetunionen) var en sovjetisk filminstruktør, skuespillerinde og manuskriptforfatter.

## Filmografi
- Babyen fra Rjasan (Бабы рязанские, 1927)[1][2]
- Sidste tur (Последний аттракцион, 1929)
- Stille flyder Don (Тихий Дон, 1931)
- Stepan Razin (Степан Разин, 1939)
- Fyr fra taiga (Парень из тайги, 1941)